# 호소다 마모루
호소다 마모루(일본어: 細田 守, 1967년 9월 19일 ~ )는 일본의 애니메이션 감독이자 애니메이터이다.

## 내력

### 학창 시절
철도 직원인 아버지의 외아들로 태어났다. 중학생 때 극장판 《은하철도 999》나 《루팡 3세 카리오스트로 성》을 보고 충격을 받고, 당시 극장 팜플렛에 실린 그림 콘티를 보고 애니메이션 세계에 관심을 갖게된다. 텔레비전 방송 《YOU》의 자작 애니메이션 특집을 보고 자신과 같은 학생이 애니메이션을 만든다는 사실을 알게되고 중학교 3학년 때 A4 용지 1000장 정도를 준비하여 비행기가 총을 쏘는 약 1분 분량의 애니메이션을 제작하여 학교 내에서 상영했다.
고등학교 1학년에는 도에이 동화가 제작한 가도카와 영화 《소년 케이야》 (1984년, 오바야시 노부히코 감독) 공개 애니메이터 모집 소식을 알게되어 자작 애니메이션을 응모하여 합격, 도쿄로 오기를 권유받았으나 학교 시험 때문에 포기한다.
대학 시절에는 애니메이션에 흥미를 잃고 현대 미술이나 영화 등의 실사 영상에 흥미를 갖게 되어, 영화 동아리에서 실사 영화 50편 이상을 제작했다. 이 영화의 대부분은 비디오 아트로, 부토의 퍼포먼스를 이펙터를 이용하여 처리한 인스톨레이션 작품 등이다. 영화의 형태를 갖춘 작품은 2편 뿐으로 영화제에 출품했으나 낙선했다.

### 애니메이터 시절
대학 졸업 후 가나자와에 있는 애니메이션 스튜디오에서 일하면서 스튜디오 지브리의 인턴 채용 시험에 응시하나 불합격한다. 작가가 될 정도로 그림을 그리지도 않았고, 취직처도 없어서 《소년 케이야》 때 알게 된 프로듀서의 소개로 1991년 도에이 동화(후에 도에이 애니메이션)에 입사한다.
연출을 하고싶었으나 먼저 애니메이터부터 시작하라는 말을 듣고 애니메이션 제작에 종사하게 된다. 도에이 신입 시절 스미타 고이치에게 애니메이션의 기초를 배웠으며 스승적인 존재로는 야마시타 다카아키가 있다. 그러나 실제 현장에서 주변 애니메이터의 능숙한 그림 실력을 직접 보고 애니메이터를 계속 해나갈 수 있을지 고민하게 된다. 자존심은 구겨질대로 구겨져 애니메이터로 일했던 6년은 비참했다고 했다.

### 연출가·감독 시절
우연히 사내에서 연출 채용 시험이 있다는 걸 알게되고 시험에 합격하여 1997년 《게게게의 기타로》 (제3기)로 연출가로 데뷔하게 된다.

## 작품
세밀하게 구성된 이야기의 구성이 높이 평가받고 있다.
같은 컷을 되풀이하는 「동(同) 포지션, 실사의 카메라워크(광각렌즈 등)를 의식한 연출, 그림자를 그려넣지 않는 작화, CG의 움직임을 셀화의 움직임에 접근시키는 등, 실사・애니메이션・디지털의 경계를 넘나드는 독자적인 연출수법을 가졌다.
작품 속에서 떠다니는 구름・교통 표지판・갈림길・소녀・노파・쥬스・디지털의 둥근 공간이 빈번히 나온다. 그 외에, 비슷한 상황을 몇 번씩 반복하거나, 개그 연출로 인물의 얼굴이 만화적으로 되는 등의 표현이 보인다.

## 참가작품

### 감독
- 1999년 《극장판 디지몬 어드벤처》
- 1999년 《게게게 키타로: 키타로의 유령전차》
- 2000년 《극장판 디지몬 어드벤처 우리들의 워게임》
- 2000년 《G.R.M. THE RECORD OF GARM WAR（가름 전기）》（디지털 감독, 현재 동결중）
- 2000년 《은하철도999 ガラスのクレア》
- 2000년 《디지몬 어드벤처 3D 디지몬 그랑프리》（산리오 퓨로랜드(Sanrio Puroland) 한정상영）
- 2003년 《SUPERFLAT MONOGRAM》（루이비통 점포 한정상영）
- 2003년 《66》（롯본기 힐즈 한정상영, 음악・사카모토 류이치, 캐릭터 디자인・무라카미 다카시）
- 2003년 《롯본기 힐즈TV CM 〈六本人生まれる篇〉》（음악・사카모토 류이치, 캐릭터 디자인・무라카미 다카시）
- 2003년 《슬라임 와작와작 드래곤 퀘스트1・2》 TV CM・PV
- 2003년 《신비의 세계 아타고올》아타고올(ATAGOAL)은 고양이의 숲의 파일럿 필름, 문화청 미디어 예술제 한정공개, 테마송 綾戸智絵, 문화청 미디어 예술제 심사위원회 추천작품（애니메이션 부문, 하시모토 카츠요(橋本カツヨ) 명의
- 2005년 《원피스: 오마츠리 남작과 비밀의 섬》
- 2006년 《딥 이매지네이션 - 창조하는 유전자들』（「ガラクタの町」음향감독）
- 2006년 《시간을 달리는 소녀》
- 2009년 《썸머 워즈》
- 2012년 《늑대아이》
- 2015년 《괴물의 아이》
- 2018년 《미래의 미라이》
- 2021년 《용과 주근깨 공주》
- 2025년 《끝이 없는 스칼렛》

## 수상
2006년 《시간을 달리는 소녀》
- 제39회 카탈루냐 시체스 국제영화제(SITGES Festival Internacional de Cinema de Catalunya) 애니메이션 부문(Gertie Award) 최우수장편작품상
- 제11회 애니메이션 고베상 작품상・극장부문
- 제31회 호우치 영화상(報知映画賞) 특별상
- 제49회 아사히 베스트 10 영화제（아사히신문사・아사히 방송 주최）일본영화 제3위
- 제28회 요코하마 영화제 베스트 10 일본영화 제10위
- 제10회（헤이세이18년도）문화청 미디어 예술제 애니메이션 부문 대상

2007년
- 제30회 일본 아카데미상 최우수 애니메이션 작품상
- 제1회 Invitation AWARDS 애니메이션 상
- 제61회 마이니치 영화 콩쿠르애니메이션 영화상
- 디지털 콘텐츠 오브 더 이어 06/제12회 AMDAward 「대상（총무대신상）」
- 디지털 콘텐츠 오브 더 이어 06/제12회 AMDAward 「BestDirector」
- 제21회 디지털 콘텐츠 그랑프리우수상
- 제6회 도쿄 아니메 어워드 『애니메이션 오브 더 이어』
- 제6회 도쿄 아니메 어워드 감독상
- 제31회 앙시 국제 애니메이션 영화제(Festival du Film d'Animation du Annecy) 장편부문특별상「feature films: Special distinction」
- 제38회 성운상(星雲賞) 미디어 부문
- 헤이세이19년도 북일본 신문문화상 예술선장(芸術選奨)

2008년
- 제26회 국제 애니메이션 영화제 Anima2008 （벨기에 브뤼셀）BeTV상
- OACC2008（중국）Golden dragon award